# Hyperaspis erythrocephalus
Hyperaspis erythrocephalus — вид божьих коровок из подсемейства Scymninae.

## Описание
Тело чёрное. Каждое из надкрылий с тремя пятнами.